# Châtelet (metrostation Parijs)
Châtelet is een van de grootste stations van de metro in Parijs. Het bevindt zich aan de noordoever van de Seine, deels onder de Place du Châtelet en de Rue de Rivoli.
Het station kan bereikt worden door 11 ingangen, en de volgende lijnen doen dit station aan:
- Lijn 1
- Lijn 4
- Lijn 7
- Lijn 11
- Lijn 14

Metrostation Châtelet is verbonden met het RER-station Châtelet - Les Halles, waar de RER-lijnen A, B en D halteren. Tevens is er een ondergrondse verbinding met metrostation Les Halles.

La Défense · 
Esplanade de la Défense · 
Pont de Neuilly · 
Les Sablons · 
Porte Maillot · 
Argentine · 
Charles de Gaulle - Étoile · 
George V · 
Franklin D. Roosevelt · 
Champs Élysées - Clemenceau · 
Concorde · 
Tuileries · 
Palais Royal - Musée du Louvre · 
Louvre - Rivoli · 
Châtelet · 
Hôtel de Ville · 
Saint-Paul · 
Bastille · 
Gare de Lyon · 
Reuilly - Diderot · 
Nation · 
Porte de Vincennes · 
Saint-Mandé · 
Bérault · 
Château de Vincennes
Porte de Clignancourt · 
Simplon · 
Marcadet - Poissonniers · 
Château Rouge · 
Barbès - Rochechouart · 
Gare du Nord · 
Gare de l'Est · 
Château d'Eau · 
Strasbourg - Saint-Denis · 
Réaumur - Sébastopol · 
Étienne Marcel · 
Les Halles · 
Châtelet · 
Cité · 
Saint-Michel · 
Odéon · 
Saint-Germain-des-Prés · 
Saint-Sulpice · 
Saint-Placide · 
Montparnasse - Bienvenüe · 
Vavin · 
Raspail · 
Denfert-Rochereau · 
Mouton-Duvernet · 
Alésia · 
Porte d'Orléans ·
Mairie de Montrouge ·
Barbara ·
Bagneux - Lucie Aubrac
La Courneuve - 8 Mai 1945 · 
Fort d'Aubervilliers · 
Aubervilliers - Pantin - Quatre Chemins · 
Porte de la Villette · 
Corentin Cariou · 
Crimée · 
Riquet · 
Stalingrad · 
Louis Blanc · 
Château-Landon · 
Gare de l'Est · 
Poissonnière · 
Cadet · 
Le Peletier · 
Chaussée d'Antin - La Fayette · 
Opéra · 
Pyramides · 
Palais Royal - Musée du Louvre · 
Pont Neuf · 
Châtelet · 
Pont Marie · 
Sully - Morland · 
Jussieu · 
Place Monge · 
Censier - Daubenton · 
Les Gobelins · 
Place d'Italie · 
Tolbiac · 
Maison Blanche

Zuidelijke tak: Le Kremlin-Bicêtre · 
Villejuif - Léo Lagrange · 
Villejuif - Paul Vaillant-Couturier · 
Villejuif - Louis Aragon

Zuidoostelijke tak: Porte d'Italie · 
Porte de Choisy · 
Porte d'Ivry · 
Pierre et Marie Curie · 
Mairie d'Ivry
Châtelet · 
Hôtel de Ville · 
Rambuteau · 
Arts et Métiers · 
République · 
Goncourt · 
Belleville · 
Pyrénées · 
Jourdain · 
Place des Fêtes · 
Télégraphe · 
Porte des Lilas · 
Mairie des Lilas
Serge Gainsbourg · 
Romainville - Carnot · 
Montreuil - Hôpital · 
La Dhuys · 
Coteaux Beauclair · 
Rosny-Bois-Perrier
Saint-Denis Pleyel · 
Mairie de Saint-Ouen · 
Saint-Ouen · 
Porte de Clichy · 
Pont Cardinet · 
Saint-Lazare · 
Madeleine · 
Pyramides · 
Châtelet · 
Gare de Lyon · 
Bercy · 
Cour Saint-Émilion · 
Bibliothèque François Mitterrand · 
Olympiades · 
Maison Blanche · 
Hôpital Bicêtre · 
Villejuif - Gustave Roussy · 
L'Haÿ-les-Roses · 
Chevilly-Larue · 
Thiais - Orly · 
Aéroport d'Orly